# Хотень (залізничний роз'їзд, Калузька область)
Хотень (рос. Хотень) — залізничний роз’їзд в Сухиницькому районі Калузької області Російської Федерації.
Населення становить 2 особи. Входить до складу муніципального утворення Село Хотень.

## Історія
Від 2004 року входить до складу муніципального утворення Село Хотень

## Населення
| 2002 | 2010 |
| ---- | ---- |
| 0    | ↗2   |